# Pseudoligosita funiculata
Pseudoligosita funiculata är en stekelart som först beskrevs av Girault 1929.  Pseudoligosita funiculata ingår i släktet Pseudoligosita och familjen hårstrimsteklar. Inga underarter finns listade i Catalogue of Life.